# العلاقات السورية العراقية
العلاقات السورية - العراقية أو العلاقات الثنائية السورية العراقية أو العلاقات بين سوريا والعراق تكتسب أهمية خاصة بسبب أهمية هاتين الدولتين وثقلهما السياسي والاقتصادي في منطقة الشرق الأوسط وبسبب التأثير المتبادل لكل منهما في الواقع السياسي للأخرى أيضا ذلك ان كل تطور داخلي أو خارجي في سياسة احداهما لا بد ان يؤثر على الدولة الأخرى بشكل مباشر أو غير مباشر بشكل يفوق ما هو حاصل في معظم الدول الأخرى في العالم ذلك للقرب التاريخي والجغرافي والاجتماعي بين البلدين.

## التمثيل الدبلوماسي
للعراق سفارة في دمشق، وقنصلية في حلب. ولسوريا سفارة في بغداد، وقنصلية في النجف.

## تاريخ العلاقات
تعود العلاقات إلى زمن الخلافة الراشدة حيث الصراع بين الخليفة الإمام علي بن أبي طالب ومعه أهل العراق وبين معاوية بن أبى سفيان والي الشام ومقره دمشق. ومن ثم استمرت العلاقات في أوائل القرن العشرين حيث كان كلا البلدين حتى نهاية الحرب العالمية الأولى جزءا من الدولة العثمانية التي دخلت الحرب إلى جانب ألمانيا ضد دول الحلفاء وقد وقع العراق الذي كان يتكون من ولايات البصرة وبغداد والموصل في قبضة الانتداب البريطاني في حين سيطرت على سوريا قوات الثورة العربية القادمة من الحجاز بقيادة الأمير فيصل بن الشريف حسين الذي أُعلن ملكا على سوريا وكان معظم أركان حكومته من العراقيين (مثل جعفر العسكري وياسين الهاشمي ونوري السعيد ومولود مخلص..إلخ).
وفي عام 1920 وقعت أحداث عديدة أثّرت على مجرى التطور اللاحق للبلدين ففي نيسان من هذا العام عقد مؤتمر الحلفاء في مؤتمر سان ريمو بإيطاليا الذي أعلن فرض الانتداب البريطاني على العراق والفرنسي على سورياوفي حزيران من العام نفسه اندلعت الثورة العراقية الكبرى والشهيرة بثورة العشرين في محاولة لتحرير العراق من الاحتلال البريطاني وفي 20 تموز من العام نفسه 1920 وقعت معركة ميسلون الشهيرة التي انتهت باحتلال الفرنسيين لدمشق وإسقاط حكومة الملك فيصل. كانت الحدود بين البلدين غير محددة في هذه الفترة المبكرة من تاريخ البلدين الّا أنه كان خط الحدود العثماني بين الولايات العراقية والسورية هو نهر الخابور ولذلك فإن مدن البوكمال والميادين ودير الزور كانت مدنا عراقية حسب هذه الحدود وقد أرسلت بريطانيا والتي كانت تمارس السيادة القانونية على العراق في تلك الفترة ضباطا سياسيين لحكم هذه المدن ولكن في أواخر عام 1919 شنت قوات سورية وعشائر هجوما على هذه البلدات وأسَرت الضباط البريطانيين وكان من نتيجة هذا العمل أن اعترفت بريطانيا بالأمر الواقع وتم تعديل الحدود إلى وضعها الحالي.
ومنذ ذلك الحين وحتى نهاية الحرب العالمية الثانية لم تشهد العلاقات بين البلدين أية تطورات مهمة فكلتا الدولتين خضعت لنظام الانتداب الذي يمنع الدول من إقامة علاقات سياسية أو دبلوماسية إلّا بإذن الدولة المنتدبة ولذلك اقتصرت العلاقات بين العراق وسوريا على العلاقات التجارية.
أُعلن استقلال سوريا ولبنان عام 1943 وقد بذل العراق بوصفه دولة مؤسسة في الأمم المتحدة جهوداً جبارة لأجل الاعتراف الدولي بسوريا ولبنان وإدخالهما في عضوية الأمم المتحدة، الأمر الذي أوجب تحققه شكر الحكومتين السورية واللبنانية للحكومة العراقية.
وفي أواخر الأربعينات وقعت سلسلة من الانقلابات العسكرية في سوريا كان بعضها يدعو إلى ضم سوريا إلى العراق كحل لأزمة عدم الاستقرار السياسي.
ففي عام 1958 أُقيمت الوحدة بين مصر بقيادة جمال عبد الناصر وبين سوريا وكان النظام الملكي في العراق رافضا لهذه الوحدة مما أحدث قطيعة بين البلدين وحالة من التوتر والمؤامرات استمرت حتى سقوط النظام الملكي العراقي بعد ثورة تموز 1958 ومع أن إقامة الوحدة بين العراق والجمهورية العربية المتحدة مصر وسوريا كان أحد اهداف ثورة العراق إلا أن هذا لم يحدث بل دخل البلدان في حالة من العداء والهجمات الإعلامية استمرت حتى بعد انفصال سوريا عن مصر عام 1961.
وفي عام 1963 لاحت فرصة أخرى للوحدة بين مصر وسوريا والعراق عندما حدثت خلال شهر واحد ثورتان في 8 شباط و 8 آذار 1963 في كل من العراق وسوريا قادهما حزب البعث في كلا الدولتين وبعد مباحثات مع مصر أعلن ميثاق 17 نيسان للوحدة بين البلدان الثلاثة ولكن الميثاق لم يطبّق نتيجة لرفض مصر للوحدة الفورية بعد تجربة عبد الناصر في وحدة عام 1958 مع سوريا وفيما بعد أُُطيح بحكم البعث في العراق على يد الرئيس عبد السلام عارف في تشرين الثاني 1963 وفي سوريا في شباط 1966 ورغم عودة البعث إلى الحكم في العراق عام 1968 وفي سوريا عام 1970 إلا أن البلدين لم يتحدا أبدا بل أن العلاقات بين البلدين ازدادت عدائية لأن كلا جناحي حزب البعث السوري والعراقي اعتبر كل منهما نفسه الممثل الحقيقي لحزب البعث واعتبر الطرف الآخر بمثابة انشقاق عن المبادئ الأساسية للبعث وأُقيمت قيادة قومية في كلا البلدين اعتبرت نفسها بمثابة القيادة الشرعية ومن الواضح أن هذا الصراع الذي اكتسى طابعاً إيديولوجيا لم تكن له علاقة بالإيديولوجية بل كان صراعاً على السلطة فكلاً الفرعين لم يكن يقبل زعامة الآخر للحزب ومن ثم للدولة الموحدة.
وفي حرب أكتوبر 1973 اشترك الجيش العراقي على الجبهتين المصرية والسورية. وفي عام 1978 لاحت فرصة أخرى لتحسّن العلاقات بين الدولتين فبعد أن قامت مصر بعقد اتفاقية كامب ديفيد قام كل من العراق وسوريا بمحاولات للتقارب فيما بينهما، وعقدت بين سوريا والعراق اتفاقية العمل المشترك وتم توحيد بعض المؤسسات في خطوة أولى للوحدة الكاملة بين القطرين غير أن بعض الأطراف في القيادة العراقية وخصوصاً نائب رئيس مجلس قيادة الثورة حين ذلك صدام حسين ومؤيديه أعلنوا عن وجود مؤامرة ضد نظام الحكم اشتركت فيها أطراف من داخل القيادة العراقية وبتأييد من سوريا وأن الغرض منها أن يكون الرئيس الراحل حافظ الأسد رئيساً للدولة الموحدة وأُعدم أعضاء القيادة العراقية أمثال محمد عايش عدنان حسين وأعقب هذا الحادث قطع العلاقات كافة بين البلدين بما فيها إمكانية سفر مواطني كل من البلدين إلى الآخر.
وبعد اندلاع الحرب العراقية الإيرانية اتخذت سوريا ومعها ليبيا- موقفاً رافضا لتلك الحرب.
وبعد احتلال العراق للكويت انضمت سوريا إلى التحالف الدولي لإخراج القوات العراقية من الكويت.
ونتيجة للمصلحة المشتركة للطرفين السوري والعراقي في التقارب فقد حدث نوع من التقارب بين الطرفين جسّدته زيارات للقيادات العراقية إلى سوريا والتي أدّت إلى توقيع اتفاقات للتعاون الاقتصادي بين البلدين وبما فيها اتفاق لإعادة ضخ النفط عبر الأراضي السورية الذي توقّف عام 1982، وبعد الاحتلال الاميركي للعراق دخلت العلاقات العراقية السورية في مأزق جديد فقد شعرت سوريا بقلق لوجود القوات الأميركية في العراق المجاور لها وهذا يعني أن تُحشر بين مطرقة إسرائيل وسندان الولايات المتحدة. لذلك كانت هناك مصلحة سورية الوطنية والقومية هي بدعم حركات المقاومة في العراق، إلى الآن ما زالت العلاقات السورية العراقية السياسة متواضعة ولكن العلاقات التجارية والاجتماعية ازدادت بشكل كبير جدا وذلك عن طريق العائلات المشتركة بين البلدين ولجوء لاجئين بأعداد ضخمة إلى سوريا يُعدّون بالملايين حوالي مليونين ونصف مليون لاجئ عراقي والكثير من هؤلاء بدأوا العمل وتأسيس أعمال لهم في سوريا.

### العلاقات بين إقليم كردستان العراق وسوريا
هي علاقات ثنائية بين الطرفين. إقليم كردستان وسوريا جارتان، يقع إقليم كردستان على حدود مناطق الإدارة الكردية في سوريا (شمال شرق سوريا) التي يسيطر عليها حزب الاتحاد الديمقراطي منذ بدايات الحرب الأهلية السورية. حيث يشترك إقليم كردستان مع سوريا في المعابر الحدودية، وفي أواخر يوليو 2017، كان 244,605 لاجئ سوري يعيشون في إقليم كردستان. ارتفع العدد إلى 247,347 في يناير 2018 وإلى 249,123 في أغسطس 2018.

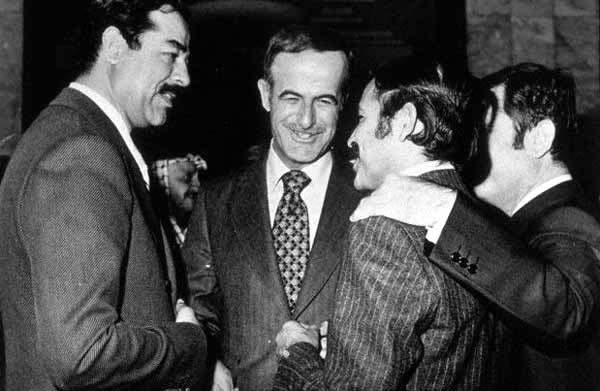
حافظ الأسد (في الوسط) مع صدام حسين (إلى اليسار)، عبد العزيز بوتفليقة (يمين)، وعبد الحليم خدام (أقصى اليمين، نصف مغطى) في قمة جامعة الدول العربية ببغداد. 1978

بسبب العلاقات المتوترة بين سوريا والعراق في ظل حكم حافظ الأسد وصدام حسين، قام الأسد بدعم المتمردين الكرد في شمال العراق وهم يقاتلون القوات العراقية آنذاك. في عام 1975، أنشأ جلال طالباني حزب الاتحاد الوطني الكردستاني في دمشق، وأنشأ النظام السوري علاقات رسمية مع الحزب الديمقراطي الكردستاني في عام 1979 الذي كان يترأسه مصطفى بارزاني، بينما زار إدريس بارزاني دمشق، حاولت دمشق توحيد مختلف الكتل الكردية العراقية ضد النظام العراقي حينها وتم فتح مكاتب لكلا الحزبين في القامشلي.
عندما وصلت الحرب الأهلية السورية إلى المناطق الكردية في شمال سوريا في عام 2012، قام رئيس إقليم كردستان الأسبق مسعود برزاني بجمع مختلف الفصائل الكردية في سوريا وأبرزهم، المجلس الوطني الكردي وحزب الاتحاد الديمقراطي في أربيل لتوحيدهم ضد النظام السوري. العديد من الجنود الكرد السوريين انشقوا عن القوات المسلحة السورية في المراحل الأولى من الحرب الأهلية السورية وفرّوا إلى إقليم كردستان ليشكّلوا قوة تحت مسمى «بيشمركة روج افا» التي تموّل من إقليم كردستان. وقال وزير خارجية إقليم كردستان فلاح مصطفى بكر: «نريد أن نرى حكومة ديمقراطية وتمثيلية في دمشق، ويجب على المعارضة أن تأخذ بعين الاعتبار الاعتراف بحقوق جميع الأقليات وحقوقها ومستقبلها». في عام 2015، زار النائب في مجلس الشعب السوري، شريف شحادة أربيل، حيث ذكر أن بارزاني رفض زيارة دمشق في عام 2011. وفي رده على استفتاء إقليم كوردستان في سبتمبر 2017، قال النائب السوري رياض طاووس إن سوريا لم تؤيد الاستفتاء، لأنه قرار أحادي الجانب دون موافقة بغداد. كما ردد مستشار مجلس الوزراء سعيد عزوز أنه سيتم رفض أي إجراء أحادي الجانب وأن سوريا لا يمكنها قبول تقسيم العراق. وعلاوة على ذلك، ذكر أن الاستقلال يحتاج إلى أحكام قانونية من الدستور العراقي.
في أغسطس 2017، زار وزير السياحة السوري بشر يزيجي أربيل لتعزيز العلاقات السياحية بين الطرفين.